# Горно-Карцинское сельское поселение
Горно-Карцинское се́льское поселе́ние — муниципальное образование в Алагирском районе Северной Осетии Российской Федерации.
Административный центр — село Карца.

## История
Статус и границы сельского поселения установлены Законом Республики Северная Осетия-Алания от 5 марта 2005 года № 11-рз «Об установлении границ муниципального образования Алагирский район, наделении его статусом муниципального района, образовании в его составе муниципальных образований - городского и сельских поселений и установлении их границ»

## Население
| 2002 | 2010 | 2011 | 2012 | 2013 | 2014 | 2015 |
| ---- | ---- | ---- | ---- | ---- | ---- | ---- |
| 63   | ↗88  | →88  | ↘81  | ↘72  | ↘69  | ↘65  |
| 2016 | 2017 | 2018 | 2019 | 2020 | 2021 | 2023 |
| ↘62  | ↗69  | →69  | ↘65  | ↘62  | ↘43  | ↗52  |
| 2024 | 2025 |      |      |      |      |      |
| ↘43  | ↗83  |      |      |      |      |      |

## Состав сельского поселения
| № | Населённый пункт | Тип населённого пункта       | Население |
| - | ---------------- | ---------------------------- | --------- |
| 1 | Карца            | село, административный центр | ↘35       |
| 2 | Гусыра           | село                         | ↘8        |